# 知理保以島

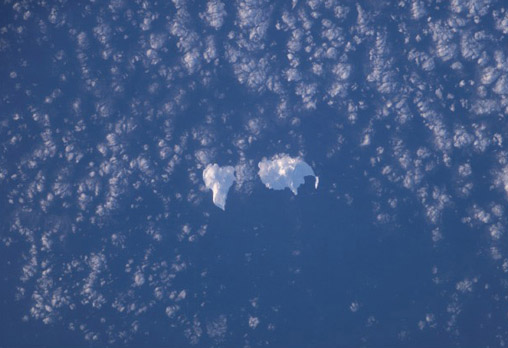
奇尔波伊岛

知理保以島（日语：／ Chirihoi tō */?）是千島群島的兩個相連島嶼，位於乌鲁普岛及希穆希尔岛之間。兩島分別是乌鲁普岛（北島）及乌鲁普岛以南島（日语：ちりほいみなみとう）。島名源於阿伊努語cir-ot-i，意指「有很多小鳥的地方」，而北島及南島在阿伊努語中，分別稱為rep-un-mosir與ya-un-ke-mosir，意指「遠海中的島嶼」及「朝陸地方向的島嶼」。南島在俄語中稱為，意指「北島的兄弟」。
該島現由俄羅斯聯邦實際控制，並交由薩哈林州管轄，但日本政府則認為該島「歸屬未定」。